# Danainae
Los danainos (Danainae) son una subfamilia de lepidópteros de la familia Nymphalidae. Hay alrededor de 300 especies de distribución mundial.
Las larvas se alimentan de plantas de la familia Apocynaceae. Estas plantas tienen toxinas que forman parte de las mariposas que se alimentan de ellas. Tanto las larvas como los adultos tienen colores brillantes (aposemáticos) que anuncian esta toxicidad a posibles depredadores. Son parasitadas por una variedad de avispas parasitoides y moscas taquínidas.
El intenso uso agrícola en Norteamérica pone en peligro los hábitats necesarios para la especie migratoria, la mariposa monarca.

## Tribus
- Danaini
- Tellervini
- Ithomiini